# Amathia dichotoma
Amathia dichotoma is een mosdiertjessoort uit de familie van de Vesiculariidae. De wetenschappelijke naam van de soort is, als Vesicularia dichotoma, voor het eerst geldig gepubliceerd in 1873 door Verrill.